# Martin Widmark
Karl Martin Widmark, född 19 mars 1961 i Linköping, är en svensk författare av barn- och ungdomslitteratur.
Martin Widmark är son till Gösta Widmark och Else-Mi Jarvén. Han bor i Stockholm sedan 1982. Widmark är utbildad mellanstadielärare och har arbetat tio år i Rinkeby och därefter som lärare i svenska för invandrare. 
År 2000 debuterade Widmark med boken "Att fånga en tiger". Sedan dess har han skrivit över hundratjugo böcker för barn och ungdomar och är idag en av Sveriges mest populära barnboksförfattare med snart 12 miljoner sålda böcker. Hans böcker finns översatta till trettioåtta olika språk.
Sedan år 2008 har hans böcker legat mycket högt bibliotekens utlåningslista, främst med bokserien om "LasseMajas Detektivbyrå" som även blivit julkalender på SVT, TV-spel, Dramaten-pjäs och flera biofilmer. Martin Widmark har även skrivit böcker om monsteragenten Nelly Rapp. 
Martin Widmark är engagerad i frågor som rör barn och ungdomars läsförståelse och var initiativtagare till projektet En läsande klass (2012 - 2018) ihop med flera förlag och stiftelsen Junibacken. Han har gjort mer än tusen klassrumsbesök och tilldelades i augusti 2014 regeringens medalj Illis Quorum för sina böcker och arbetet med barn och ungdomars läsning.

## Utmärkelser och priser
- Medaljen "Illis quorum meruere labores" av guld i 8:e storleken (2014)[11]
- Bokjuryns pris kategori 7-9 år (2004)
- Bokjuryns pris kategori 7-9 år (2009’
- Spårhunden (2005)
- Bokjuryns pris kategori 7-9 år (2006)
- Bokjuryns pris kategori 7-9 år (2007)
- Bokjuryns pris kategori 7-9 år (2008)
- Spårhunden (2008)
- Bokjuryns pris kategori 7-9 år (2009)
- Bokjuryns pris kategori 7-9 år (2010)[12]
- Bokjuryns pris kategori 7-9 år (2011)[13]
- Bokjuryns pris kategori 7-9 år (2012)
- Bokjuryns pris kategori 7-9 år (2013)
- Bokjuryns pris kategori 7-9 år (2014)
- Bokjuryns pris kategori 7-9 år (2017)[14]

### Bilderböcker
- Att fånga en tiger 2000 (tillsammans med Joakim Lindengren)
- Att lura en elefant 2006 (tills. med Kiran Maini Gerhardsson)
- Från himmelens topp till havets botten 2006 (tills. med Pietro Galeoto)
- Drömmarnas park 2009 (tills. med Marco Trisorio)
- Fånga farliga djur 2011 (illustratör Kristina Grundström)

### Rakelserien med Britt Sternehäll
- Sjörövar-Rakel och kapten Snorfinger (2005)
- Riddar-Rakel och de tre stordåden (2006)
- Racer-Rakel och fångarna i svinstian (2007)
- Mirakel-Rakel Rekordmamma (2008)
- Rymd-Rakel och Gubben i månen (2008)
- Charter-Rakel och Fuskhajarna (2009)
- Upptäckar-Rakel och den okända kungens grav (2010)

### LasseMajas detektivbyrå(tillsammans medHelena Willis)
1. Diamantmysteriet (2002)
2. Hotellmysteriet (2002)
3. Cirkusmysteriet (2003)
4. Cafémysteriet (2003)
5. Mumiemysteriet (2004)
6. Biografmysteriet (2004)
7. Tågmysteriet (2005)
8. Tidningsmysteriet (2005)
9. Skolmysteriet (2006))
10. Saffransmysteriet (2006)
11. Guldmysteriet (2006)
12. Zoomysteriet (2007)
13. Biblioteksmysteriet (2007)
14. Fotbollsmysteriet (2008)
15. Kyrkomysteriet (2008)
16. Kärleksmysteriet (2009)
17. Galoppmysteriet (2009)
18. Campingmysteriet (2010)
19. Sjukhusmysteriet (2010)
20. Simborgarmysteriet (2011)
21. Födelsedagsmysteriet (2012)
22. Cykelmysteriet (2013)
23. Brandkårsmysteriet (2014)
24. Fängelsemysteriet (2015)
25. Modemysteriet (2016)
26. Slottsmysteriet (2017)
27. Silvermysteriet (2018)
28. Filmmysteriet (2019)
29. Detektivmysteriet (2020)
30. Musikmysteriet (2021)
31. Maskeradmysterier (2022)
32. Dinosauriemysteriet (2023)
33. Rymdmysteriet (2024)

Till LasseMaja-böckerna tillhör även:
- Schlagersabotören (2012)
- Stora boken om LasseMajas detektivbyrå (2022)
- Berättelser från Valleby. Den försvunna katten (2023)
- Berättelser från Valleby. Den hemliga nyckeln (2024)

- LasseMajas sommarlovsbok - "Var är Sylvester?" (2017)
- LasseMajas sommarlovsbok: Vallebyspelen (2018)
- LasseMajas sommarlovsbok : En dag på stranden (2019)
- LasseMajas sommarlovsbok: Var är Sylvester? (2022)
- LasseMajas sommarlovsbok: Träna med prästen (2023)

- Jul i Valleby: Det stora strömavbrottet (2019)
- LasseMajas sommarlovsbok: Blåbärsmatchen (2020)
- Jul i Valleby: Oväntade julklappar (2020)
- Jul i Valleby: Hårda paket (2023)

Pyssel och måla med LasseMaja:
- Lassemajas kompisbok
- LasseMajas detektivbyrå: Kluriga korsord
- LasseMajas deckarhandbok
- LasseMajas Detektivbyrå: Pyssla och måla
- LasseMajas Detektivbyrå: Korsord
- Radio Valleby (2010)
- LasseMajas vinterpyssel (2022)

### Nelly Rapp- monsteragent (tillsammans medEmil Maxén)
- Monsterakademin 2003
- Frankensteinaren 2003
- Varulvarna 2004
- Trollkarlarna från Wittenberg 2005
- Spökaffären 2006
- De vita fruarna på Lovlunda slott 2007
- Häxdoktorn - och den sista zombien 2008
- Sjöodjuret i Bergsjön 2009
- I Bergakungens sal 2010
- Snömannens hemlighet 2011
- De spökande prästerna 2012
- Vampyrernas bal 2013
- Trollkarlens bok 2014
- Kapten Blåskägg 2014
- Nelly Rapp och häxornas natt 2015
- Nelly Rapp och de små under jorden 2016
- Nelly Rapp och gastarna i skolan 2017

### Serien om David och Larissa (bild:Katarina Strömgård)
- Antikvariat Blå spegeln 2006
- Den trettonde gästen 2006
- Dårarnas ö 2007
- Nåjdens sång  2008
- Under en himmel av glas 2009
- Kleopatras trädgård 2013

I elfte timmen:
- Tvättade pengar 2007 (tills. med Petter Lidbeck)
- Lyckans hjul 2007 (tills. med Petter Lidbeck)
- Bröllop och barn 2008  (tills. med Petter Lidbeck)
- Förbjuden frukt 2008

### Ungdomsböcker
- Kabinettets hemlighet 2008

### Tyko Flores äventyr (bild: Henrik Tamm)
- Den dansande djävulen (2011)
- Fyrtornet i Son-Li (2011)
- Polyhymnias guld (2011)

### Halvdan viking-serien (tillsammans medMats Vänehem)
- Hövdingens bägare (2011) (nr 1)
- Främlingens grav (2012) (nr 2)
- Vargens hjärta (2013) (nr 3)
- Forsens drottning (2013) (nr 4)
- Miklagårds lås (2014) (nr 5)
- Isens gud (2014) (nr 6)
- De sju brödernas skatt (2015) (nr 7)
- Munkens löfte (2016) (nr 8)
- Ulfberhts svärd (2017) (nr 9)
- Kejsarens vrede (2020) (nr 10)

### Emma och Larry-serien (medKristina Grundström)
- Huset på Alvägen (2008)
- Resan till skatten (2008)
- Ben och Koko söker jobb (2009)
- Den försvunna elefanten (2010)

### Lilla Extra-serien (medKristina Grundström)
- Hitta den rätta (2013)
- Alla ljuger (2013)
- Rocky vår hjälte (2014)
- Rädda Harry! (2015)
- Fotboll på liv och död (2016)